# 潘家骧
潘家骧（1923年—？），男，浙江绍兴人，中国妇产科专家，曾任上海第二医科大学教授、博士生导师。